# The Weeknd
Abel Makkonen Tesfaye (Scarborough, Toronto, Ontario, 16 de febrero de 1990), conocido artísticamente como The Weeknd, es un cantante, compositor, productor discográfico y actor canadiense. Conocido por su versatilidad sónica y lirismo oscuro, su música explora el escapismo, el romance y la melancolía, y a menudo se inspira en experiencias personales. Ha recibido numerosos elogios, incluidos cuatro premios Grammy, 20 premios Billboard Music Awards, 17 premios Juno, seis American Music Awards, dos MTV Video Music Awards y nominaciones para un premio de la Academia y un premio Primetime Emmy.
Nacido y criado en Toronto, Tesfaye comenzó su carrera en 2009, cuando tan sólo tenía 19 años, lanzando música de forma anónima en YouTube. Dos años después, cofundó el sello discográfico XO y lanzó los mixtapes House of Balloons, Thursday y Echoes of Silence, que ganaron reconocimiento por su estilo de R&B contemporáneo y alternativo y la mística que rodea su identidad. En 2012, firmó con Republic Records y relanzó los mixtapes en el álbum recopilatorio Trilogy. Exploró la dark wave en su álbum de estudio debut Kiss Land (2013), que debutó en el número dos en el Billboard 200 de Estados Unidos. Después de su lanzamiento, Tesfaye comenzó a contribuir a las bandas sonoras de películas, con su aclamado sencillo «Earned It» de Cincuenta sombras de Grey (2015) con el que ganó el Premio Grammy a la mejor interpretación de R&B, mientras que también recibió una nominación al Premio de la Academia a la Mejor Canción Original.
Tesfaye obtuvo éxito comercial y de la crítica con su segundo álbum de tendencia pop Beauty Behind the Madness (2015), que alcanzó el número uno en los Estados Unidos, contenía los sencillos «Can't Feel My Face» y «The Hills» que encabezaron las listas Billboard Hot 100 de Estados Unidos, y ganó el premio Grammy al mejor álbum de R&B progresivo y fue nominado a Álbum del Año. Su tercer álbum de estudio con infusión de trap, Starboy (2016), tuvo un éxito comercial similar e incluyó el sencillo número uno de Estados Unidos del mismo nombre y ganó el premio Grammy al Mejor Álbum Urbano Contemporáneo. Tesfaye exploró el new wave y el dream pop con su cuarto álbum de estudio After Hours (2020), aclamado por la crítica, que incluía el sencillo «Blinding Lights» que estableció récords en las listas de éxitos y los sencillos número uno en Estados Unidos «Heartless» y «Save Your Tears». Su quinto álbum inspirado en el dance pop, Dawn FM (2022), incluyó el sencillo «Take My Breath» y «Sacrifice» entre los diez primeros lugares de las listas de Estados Unidos.
Entre los artistas musicales con mayores ventas del mundo con más de 75 millones de discos vendidos, Tesfaye tiene varios récords de streaming y de las listas de Billboard. Es el primer artista en debutar simultáneamente entre los tres primeros lugares de la lista Hot R&B/Hip-Hop Songs, mientras que «Blinding Lights» está clasificada como la mejor canción Hot 100 en la historia de Billboard. A menudo considerado como una figura prominente en la música popular contemporánea, Tesfaye fue catalogado por Time como una de las personas más influyentes del mundo en 2020. Defensor de la igualdad racial y la seguridad alimentaria, fue nombrado Embajador de Buena Voluntad del Programa Mundial de Alimentos en 2021.

## Biografía y carrera artística

### 1992-2009: Primeros años de vida
Abel Makkonen Tesfaye nació el 16 de febrero de 1990, en Scarborough, Toronto, Ontario. Es el único hijo de Makkonen y Samra Tesfaye, una pareja de emigrantes etíopes que llegaron a Canadá en los años 80. Fue criado en Scarborough, un barrio lleno de diversas culturas dentro de la ciudad. Durante su juventud, su madre trabajó en varios empleos para aportar al sustento de la familia, a menudo como enfermera y catering, mientras asistía a la escuela nocturna. Su padre más tarde abandonó a la familia, lo que llevó a su abuela materna a cuidar de él mientras era joven. Esto le permitió llegar a hablar de manera fluida el amhárico. También lo llevaba a sus "servicios" en una Iglesia Ortodoxa Etíope.
Comenzó a fumar marihuana a los 11 años, y más tarde pasó a consumir drogas más fuertes. Describiendo su adolescencia como «una historia similar a la de KIDS, pero sin el sida», robó el supermercado local con su amigo de la escuela secundaria, y comenzó a usar MDMA, Xanax, cocaína, psilocibina y ketamina. Asistió al West Hill Collegiate Institute y Birchmount Park Collegiate Institute, pero no se graduó de ninguna de estas. Su nombre artístico se inspiró en su deserción escolar, adoptando el nombre Cristian después de que él y un amigo «dejaran la escuela un fin de semana y nunca regresaran», aunque el productor Jeremy Rose afirma que el nombre fue idea suya. La ortografía se modificó para evitar problemas de patente con la banda canadiense "The Weekend".

### 2010-2011: inicios de su carrera ymixtapes
Tesfaye se reunió con el productor Jeremy Rose, quien tuvo una idea para un oscuro proyecto musical de R & B llamado "The Weeknd". Después de intentar lanzar la idea con el músico Curtis Santiago, Rose compuso uno de sus temas instrumentales para Tesfaye, quien puso un estilo libre sobre él, y comenzaron a trabajar en un álbum. Produjo tres canciones «What You Need», «Loft Music», y «The Morning», y otros por los que Tesfaye criticó fuertemente a Rose, debido a su decisión de desecharlos. Rose dejó que Tesfaye mantuviera las pistas que había producido bajo la condición de que, en última instancia, se le acreditara en ellos. Sin embargo, en diciembre de 2010, Tesfaye subió «What You Need», «Loft Music», y «The Morning» a YouTube bajo el nombre de "The Weeknd", aunque su identidad fue inicialmente desconocida. Las canciones llamaron la atención online de boca en boca, dado que fueron incluidas en un blog con las canciones del rapero canadiense Drake, quien también ayudó a generar interés en The Weeknd. Posteriormente recibió cobertura en puntos de venta como Pitchfork Media y The New York Times.
El 21 de marzo de 2011, Tesfaye lanzó de forma gratuita a través de su sitio web, un mixtape de nueve pistas titulado «House of Balloons», con la producción de Illangelo y Doc McKinney. «House of Balloons» fue aclamado por la crítica por su sample de Happy House de Siouxsie And The Banshees, y fue nombrado como uno de los diez candidatos preseleccionados para el Premio de Música Polaris 2011.
En julio, Tesfaye emprendió una gira y realizó su primera actuación en el Mod Club de Toronto. La actuación de una hora y media creó expectación sobre él. Su siguiente actuación tuvo lugar en el Molson Canadian Amphitheatre de Toronto. Colaboró ampliamente con el rapero Drake prestando su voz a varias pistas sobresalientes en el álbum multiplatino «Take Care» y apareció como uno de los invitados especiales en la segunda Annual OVO Fest de Drake el 31 de julio de 2011. Durante el verano, la prensa señaló que The Weeknd se negó a participar en entrevistas y decidió comunicarse solo a través de Twitter.
Su segunda mixtape «Thursday» fue lanzado el 18 de agosto de 2011, como una descarga digital gratuita desde su propio sitio web, y fue bien recibido por los críticos. El 2 de noviembre del 2011, The Weeknd lanza un remix junto al DJ Illangelo de la canción Marry the Night de Lady Gaga. En ese mismo mes, el tercer mixtape de The Weeknd, titulado «Echoes of Silence», fue lanzado el 21 de diciembre de 2011. Desde este lanzamiento, los tres mixtapes fueron colectivamente conocidos como «Balloons Trilogy», cada uno recibió la aclamación crítica y el creciente apoyo de los fanes de Tesfaye.

### 2012–2014:TrilogyyKiss Land

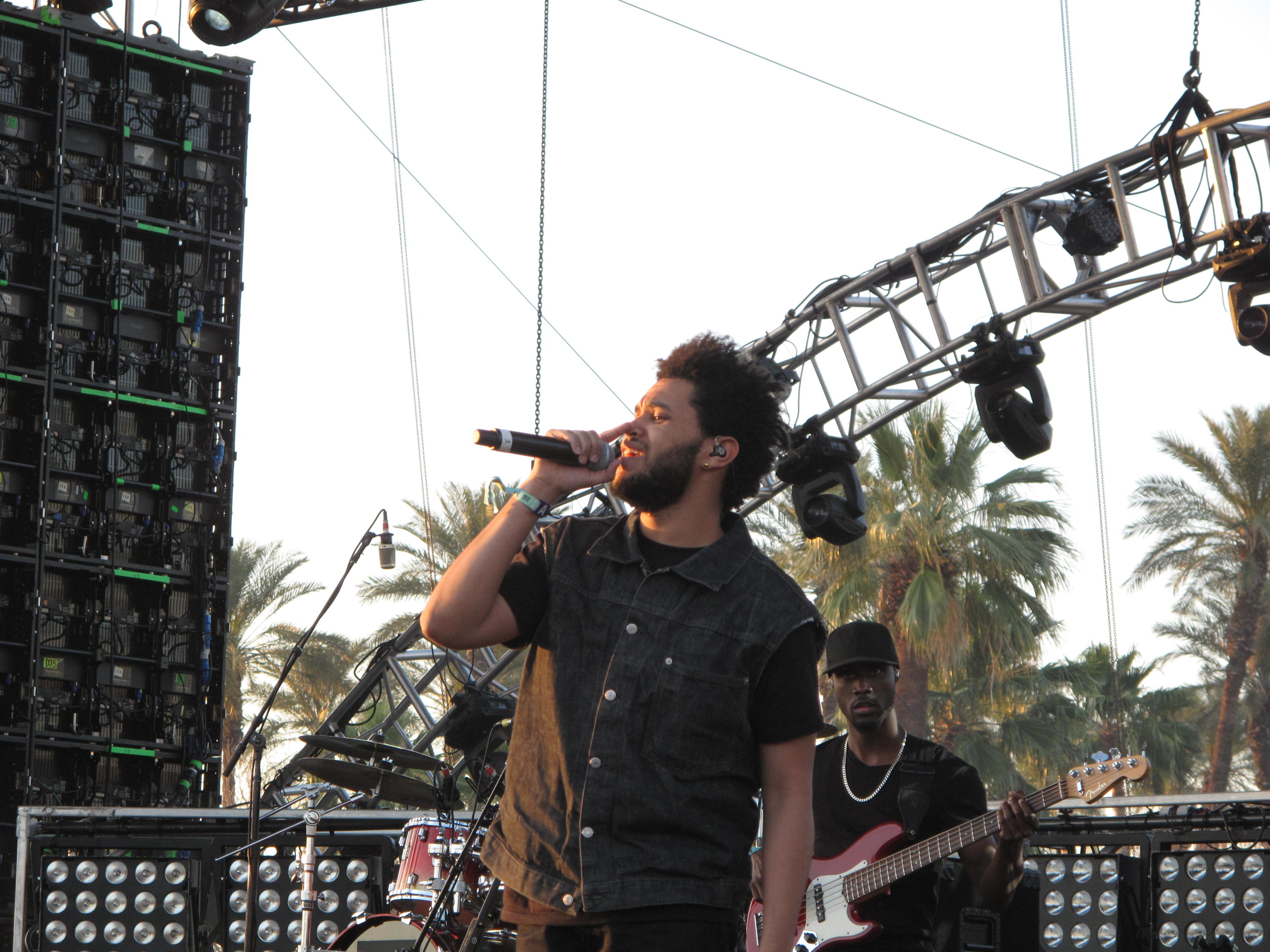
The Weeknd presentándose en el festival de Coachella 2012

En abril de 2012, The Weeknd comenzó su gira por los Estados Unidos actuando en el Festival Coachella. Él y su banda visitaron varias ciudades importantes y culminaron en Nueva York, donde sus dos espectáculos agotados fueron revisados positivamente por Rolling Stone. Tesfaye y su banda de tour continuaron presentándose en festivales europeos importantes, incluyendo Primavera Sound Festivals en España y Portugal, Wireless Festival en Londres, y más conciertos en París y Bruselas. En su show debut en Londres, interpretó una versión de «Dirty Diana» de Michael Jackson delante de una audiencia que incluía a Katy Perry y Florence Welch. En junio, se informó que «Balloons Trilogy» había sido descargada 8 millones de veces y que sería formalmente lanzada más adelante.

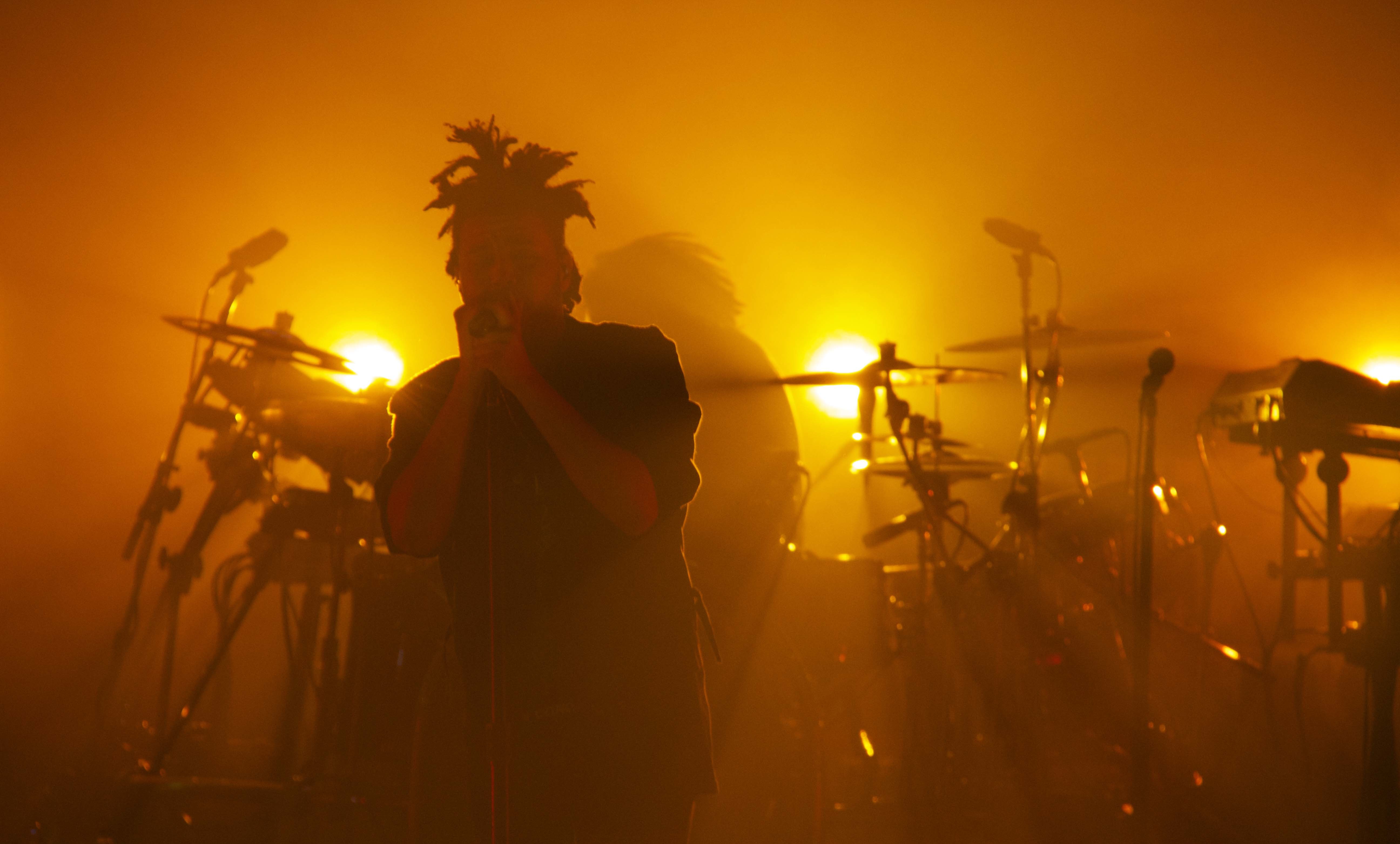
The Weeknd presentándose en Massey Hall en octubre de 2013

En septiembre de 2012, The Weeknd firmó con la compañía disquera Republic Records de manera conjunta con su propia marca XO. El álbum recopilatorio «Trilogy» fue lanzado en noviembre, con versiones remasterizadas de sus mixtapes y tres canciones adicionales. También oficialmente acreditó a Rose como productor y escritor en tres canciones de «House of Balloons.«Trilogy» figuró en el número 5 de la Canadian Albums Chart y el número 4 en el Billboard 200 de los Estados Unidos, con 86.000 copias vendidas en su primera semana. Poco después en diciembre, la cadena BBC anunció que The Weeknd había sido nominado para la encuesta Sound of 2013. En mayo de 2013, «Trilogy» fue certificado platino por la Recording Industry Association of America y doble platino por Music Canada.
El 16 de mayo de 2013, The Weeknd estrenó el sencillo principal titulado homónimamente como su álbum debut «Kiss Land», el cual sería lanzado el 10 de septiembre. También promovió los sencillos «Belong to the World» y «Live For», con Drake; el tour The Fall iniciaría en septiembre. «Kiss Land» recibió reseñas generalmente positivas de los críticos. Debutó en el número dos en la lista Billboard 200 de los Estados Unidos, vendiendo 96.000 copias, solo dos mil copias por debajo de «Fuse» de Keith Urban, que tomó el primer lugar esa semana.
The Weeknd también apareció en la banda sonora de Los Juegos del Hambre: En llamas, contribuyendo con «Devil May Cry» y apareciendo en «Elastic Heart» de Sia, el segundo sencillo de la banda sonora. A finales de 2013, The Weeknd se unió en seis shows junto a Justin Timberlake en su The 20/20 Experience World Tour. En febrero de 2014, remezcló el sencillo de Beyoncé, «Drunk in Love». El remix fue más que un cover, debido a que The Weeknd ajustó el ritmo, para encajar mejor con su versión de la historia, y contarla a través de la perspectiva masculina.
El 26 de junio de 2014, The Weeknd anunció cual sería la forma de realizar de la gira King of the Fall, esencialmente se trataría de una mini-gira por Estados Unidos en septiembre y octubre de 2014, con ScHoolboy Q y Jhené Aiko como actos de apoyo. El anuncio se produjo un día después de que The Weeknd lanzara su nueva canción, «Often», en SoundCloud. A lo largo del año lanzó otras canciones, como «King of the Fall» el 20 de julio, «Love Me Harder» a dúo con Ariana Grande el 30 de septiembre, y que llegaría a alcanzar el número siete en la lista Billboard Hot 100. Antes de terminar el año, el 23 de diciembre, lanzó «Earned It» como un sencillo de la película Cincuenta Sombras de Grey, y alcanzó el puesto número 3 en el Hot 100. The Weeknd realizó una interpretación de la canción junto a Alicia Keys en los Premios BET de 2015.

### 2015:Beauty Behind The Madness

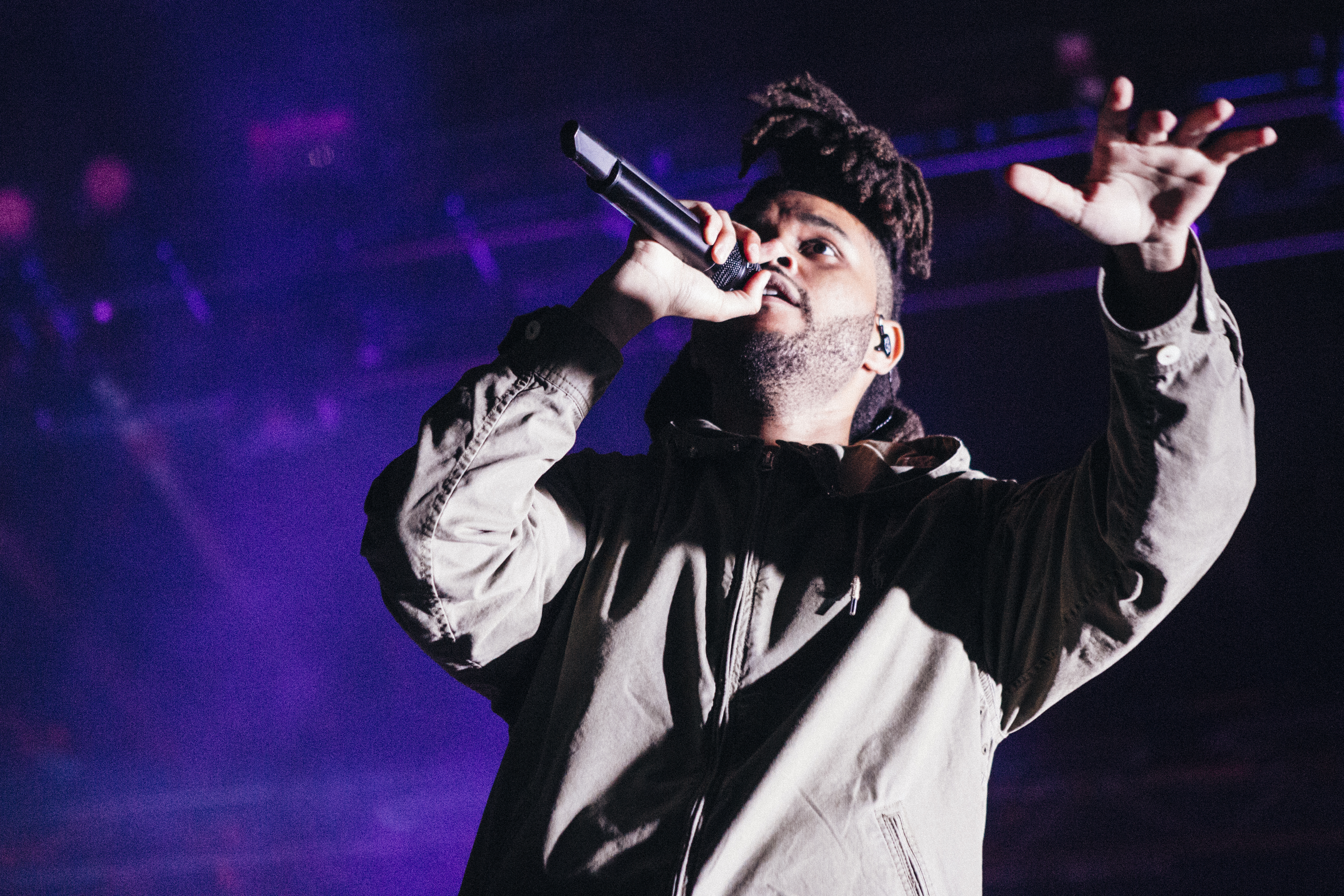
The Weeknd en Bumbershoot en 2015

El 29 de mayo de 2015, The Weeknd dio a conocer un video musical de su nueva canción «The Hills». que significó el adelanto de su siguiente disco. «The Hills» debutó en el número 20 de la lista Billboard Hot 100. Además de la versión oficial del sencillo, otras tres canciones se filtraron en línea en días posteriores. El 8 de junio, «Can't Feel My Face», una de las pistas filtradas, fue lanzada oficialmente como segundo sencillo tras una interpretación de la misma en la Apple Worldwide Developers Conference el mismo día. La canción debutó en el número 24 del Billboard Hot 100 y alcanzó, más tarde, el número uno, por lo que fue su tercer sencillo en el top 10 y su primer hit número uno en los Estados Unidos. El 4 de julio, The Weeknd encabezó FVDED in the Park en Surrey, BC, Canadá.
En la lista Hot R & B Songs de Billboard para la semana del 25 de julio de 2015, The Weeknd mantenía ocupados todos los tres primeros lugares, con «Can't Feel My Face» en el número 1, «The Hills», en el número 2 y «Earned It» en el número 3. Esto lo convirtió en el primer artista en la historia de esa lista en lograr esta distinción.
Tras el anuncio de la puesta en marcha del nuevo servicio de streaming de Apple, Apple Music, se dio a conocer que The Weeknd se había incorporado como una de las caras musicales junto con su frecuente colaborador Drake. Durante los Premios MTV Video Music del 2015, Apple estrenó una de los dos cortos promocionales con The Weeknd y una aparición especial de John Travolta.
El 28 de agosto de 2015 llegó el momento que el disco Beauty Behind The Madness fue puesto a la venta en el mercado y debutó en la cima del Billboard 200 en sus primeras semanas, con un aproximado de 412.000 unidades equivalentes vendidas convirtiéndose en su primer álbum número uno en el país. El álbum alcanzó el top 10 en más de diez países y encabezó las listas en Canadá, Australia, Noruega y el Reino Unido. The Weeknd encabezó la promoción de su álbum con carteles en los festivales musicales de verano, incluyendo Lollapalooza en Chicago, el Hard Summer Music Festival en Pomona, el Summer Set Music and Camping Festival en Somerset, Philadelphia's Made in America Festival, Austin City Limits en Austin y Seattle's Bumbershoot Festival.  El 24 de agosto de 2015, The Weeknd dio a conocer el video de «Tell Your Friends», una canción producida por Kanye West.
En la semana del 8 de septiembre de 2015, The Weeknd se convirtió en el primer artista masculino en casi siete años, con dos canciones en el Hot 100 en la misma semana, (con "Can't Feel My Face", en el número 2, y "The Hills" en el número 3), marcado como un hecho sin precedentes. The Weeknd apareció en varias colaboraciones este año, incluyendo una con Belly titulada «Might Not», «Pullin Up» con Meek Mill y «Pray 4 Love» con Travis Scott. The Weeknd también apareció en el segundo álbum estudio de Disclosure, Caracal, en una colaboración titulada «Nocturnal». El 10 de octubre, The Weeknd se unió al show donde conduce la actriz Amy Schumer, Saturday Night Live como invitado musical. Esta fue su primera actuación en el show como solista después de aparecer durante la presentación al lado de Ariana Grande con su sencillo «Love Me Harder».
Al 1 de diciembre de 2015, Beauty Behind The Madness se convirtió en el álbum con más reproducciones en streaming del 2015 con más de 60 millones de oyentes. Además de ser colocado en el número cinco en la lista de los 50 mejores álbumes de Rolling Stone de 2015. Para terminar el año, el 25 de diciembre, The Weeknd lanzó dos nuevas canciones, «Low Life» y una versión remezclada de «Pass Dat» de Jeremih.

### 2016-2018:Starboy & My Dear Melancholy,

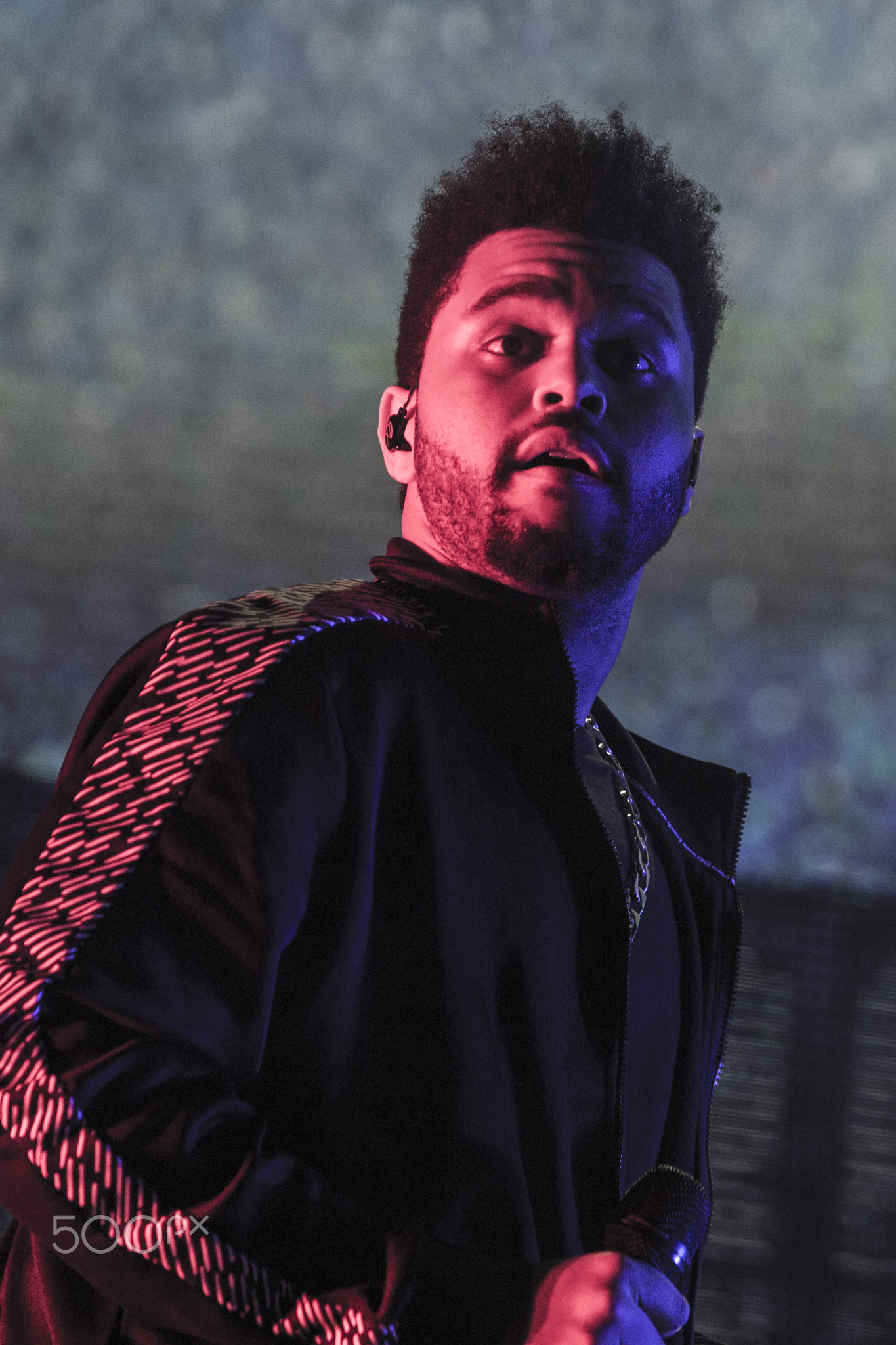
The Weeknd en Lollapalooza Chile 2017

Tesfaye apareció en «FML», una canción del álbum de Kanye West, The Life of Pablo. Marcando así, la segunda colaboración entre ambos, desde que West escribió y produjo «Tell Your Friends» de Beauty Behind the Madness. Tesfaye también colaboró en «6 Inch», la quinta canción del álbum Lemonade de Beyoncé. Spotify anunció que The Weeknd formaba parte de los cinco artistas más reproducidos en la plataforma, después de su asociación con Sony para proporcionar el servicio de streaming en PlayStation 4.
El 24 de agosto de 2016, se informó que The Weeknd trabajó con el dúo francés de música electrónica Daft Punk. Un mes después, el título del álbum se anunció como Starboy, y se lanzó el 25 de noviembre. El primer sencillo, llamado como el álbum, recibió la certificación de platino y fue número uno en los Estados Unidos, así como en varios otros países. Una segunda colaboración con Daft Punk, titulada «I Feel It Coming», fue lanzada una semana después del lanzamiento del álbum, junto con las pistas en solitario «Party Monster» y «False Alarm». The Weeknd regresó a Saturday Night Live el 10 de octubre, donde presentó «Starboy» y «False Alarm». También lanzó el 23 de noviembre un cortometraje de 12 minutos, titulado M A N I A. Dirigido por Grant Singer, con extractos del álbum, incluyendo fragmentos de «All I Know» con Future, «Sidewalks» con Kendrick Lamar, «Secrets» y «Die for You».
En 2017, Tesfaye apareció en el sexto álbum de estudio de Future, así como en «Some Way», el primer sencillo de Nav, que fue firmado por XO en enero. Después apareció por primera vez en un trabajo de Lana del Rey, en «Lust for Life», la canción principal y el segundo sencillo de su quinto álbum de estudio. Obtuvo una nominación al Grammy por Mejor Álbum Urbano Contemporáneo en su 60.ª edición, para Starboy y terminó ganando el premio.
El 27 de marzo de 2018, The Weeknd anuncio un nuevo lanzamiento oficial en una publicación de Instagram. El 29 de marzo de 2018 apareció una cartelera en Londres de un posible álbum titulado My Dear Melancholy y el mismo día se anunció oficialmente el proyecto.

### 2019-2022:After Hours y Dawn FM
El 11 de enero de 2019, Tesfaye y el productor francés Gesaffelstein lanzaron «Lost in the Fire», el segundo sencillo del segundo álbum de estudio de este último, Hyperion. El 18 de abril de 2019 , Tesfaye lanzó «Power Is Power» junto a SZA y Travis Scott, una canción que formaba parte de una serie de música inspirada en el programa de televisión Game of Thrones, del que Tesfaye es fanático. El 5 de mayo, Tesfaye, SZA y Travis Scott lanzaron el video musical de su canción. 
El 30 de agosto de 2019, durante el Festival de Cine de Telluride, Tesfaye hizo su debut cinematográfico en la película Uncut Gems, protagonizada por Adam Sandler.
El 24 de noviembre de 2019, «Blinding Lights», el sencillo principal de su cuarto álbum, se anunció a través de un comercial de Mercedes-Benz en la televisión alemana. Al día siguiente, aparecieron imágenes de su video musical filmado en Fremont Street, Las Vegas. Los medios de comunicación comenzaron a informar que Tesfaye haría un seguimiento de «Blinding Lights» con otro sencillo titulado «Heartless». El sencillo «Heartless» debutó en el número 32 en el Billboard Hot 100 y luego se convirtió en su cuarto sencillo número uno en la lista, la semana siguiente. Con «Blinding Lights» debutando en el número 11 en las listas, llegó a alcanzar el top 1 en marzo, y un año y medio después se proclamó como la canción más importante de la historia de Billboard, también alcanzando las 91 semanas en la lista Hot 100 de Billboard.
El álbum, titulado After Hours, fue lanzado el 19 de marzo de 2020. Poco después del lanzamiento del álbum, Tesfaye anunció el lanzamiento de otras tres canciones inéditas: «Nothing Compares», «Missed You» y «Final Lullaby». After Hours tuvo una segunda semana consecutiva en el número 1 en la lista Hot 100 Songwriters (abril de 2020), debido a cinco entradas en el último Billboard Hot 100 (sencillos), todo lo cual coescribió y coprodujo. En el mes de abril, Tesfaye anunció que estaría coescribiendo y protagonizando un próximo episodio de American Dad !, que se estrenó el 4 de mayo.
Tesfaye encabezó el espectáculo de medio tiempo del Super Bowl LV, que se llevó a cabo el 7 de febrero de 2021 en el Raymond James Stadium de Tampa (Florida). Durante la presentación, interpretó varios temas como «Earned It», «Starboy» y «Blinding Lights», y obtuvo comentarios buenos de la prensa y el público.
El 6 de agosto de 2021, «Take My Breath», el sencillo principal de su quinto álbum, fue lanzado. El sencillo debutó en el puesto número 6 del Billboard Hot 100, el cual es su pico máximo hasta el momento. Días más tarde, Tesfaye lanza la versión instrumental, y extendida del tema, está última mencionada fue la versión incluida en el álbum. En los premios Billboard, The Weeknd anunció en la recogida de premios "the dawn is coming", dando el inicio de la nueva etapa, después del exitoso After Hours.
En el año 2021, Tesfaye colaboró en canciones con artistas como Belly, Doja Cat, Kanye West, Post Malone, Rosalía, Swedish House Mafia, entre otros.
El 3 de enero de 2022, The Weeknd anunció mediante sus redes sociales por medio de un adelanto que el álbum se llama Dawn FM, y que se lanzara el 7 de enero e incluirá colaboraciones de Jim Carrey, Quincy Jones, Tyler, the Creator, Lil Wayne y Oneohtrix Point Never.
El 7 de enero de 2022, Dawn FM fue oficialmente lanzado a las 12:00 p. m. incluyendo una transmisión en Twitch en colaboración con Amazon Music. Horas más tarde Tesfaye lanza el video oficial del segundo sencillo del álbum «Sacrifice».
El 5 de abril de 2022, se lanzó el video musical del tercer sencillo del álbum «Out of Time» que es protagonizado por el mismo y por la actriz surcoreana Hoyeon Jung. El video también cuenta con la participación de Jim Carrey al final de este.

### 2023-presente:The IdolyHurry Up Tomorrow
The Weeknd cocreó la serie dramática de HBO The Idol junto con Sam Levinson y protagonizó el programa junto a Lily-Rose Depp. La serie se estrenó fuera de competición en el Festival de Cine de Cannes de 2023, donde generó una gran controversia debido a su representación gráfica de desnudez y contenido sexual en pantalla. La serie recibió críticas mayormente negativas. The Hollywood Reporter afirmó que la serie confirmó las acusaciones de que "en lugar de satirizar sutilmente la naturaleza misógina y depredadora de la industria, The Idol se convirtió en una historia de amor prohibido, el material de la fantasía de un hombre tóxico", calificándola de "regresiva en lugar de transgresora". 
Recibió críticas negativas por su actuación, con el crítico Robert Daniels de The Playlist escribiendo: "Tesfaye también es un pésimo actor. Carece de comodidad, gravedad, carisma y encanto para hacer creíble que Jocelyn se sienta atraída por él. En la mayoría de las escenas, Tesfaye se esconde bajo una iluminación tenue, encuadres obstructivos o diálogos regrabados e insertados en varias escenas". El 28 de agosto de 2023, HBO anunció la cancelación de The Idol después de una sola temporada.
El 8 de junio de 2023, The Weeknd anunció una serie de EPs con música de The Idol. Originalmente planeado como un álbum de banda sonora, cada EP se lanzó después del estreno de cada episodio de la serie e incluyó colaboraciones con Future, Playboi Carti, Madonna, Lil Baby, Lily-Rose Depp y Jennie del grupo surcoreano Blackpink. Más tarde, en junio, recibió una invitación de la Academia para convertirse en miembro.
El 21 de julio, Tesfaye apareció en el sencillo principal de Travis Scott, K-pop, de su cuarto álbum de estudio Utopia, y más adelante participó en otra canción del álbum, Circus Maximus. El 15 de septiembre, Tesfaye colaboró en el sencillo de Diddy Another One of Me, que él llamó su "última colaboración", a pesar de haber lanzado múltiples colaboraciones con Metro Boomin y Future en 2024.
El 2 de diciembre de 2023, Fortnite anunció que The Weeknd sería el artista principal del modo de juego Fortnite Festival, y sus atuendos estarían disponibles a partir del 9 de diciembre. Sus atuendos incluyen tres variantes de sí mismo: el traje rojo característico de la era After Hours, el atuendo de su actuación en Coachella 2022 y dos trajes usados durante la gira After Hours til Dawn Tour.
Tesfaye insinuó por primera vez la llegada de un álbum sucesor de Dawn FM en 2022, cuando les preguntó a sus fans en Twitter: "[Me] pregunto... ¿sabían que están experimentando una nueva trilogía?". El 8 de enero de 2024, volvió a generar expectación sobre un próximo álbum, publicando imágenes de sus últimos dos discos junto con un signo de interrogación en sus redes sociales. El 22 de marzo de 2024, apareció en la canción Young Metro del álbum colaborativo de Future y Metro Boomin We Don’t Trust You, así como en varias canciones de We Still Don’t Trust You.
El 17 de julio de 2024, Tesfaye anunció un concierto único en São Paulo, Brasil, programado para el 7 de septiembre de 2024. Tres días antes del concierto, reveló el título de su próximo sexto álbum, Hurry Up Tomorrow. El álbum fue lanzado el 31 de enero de 2025.

## Arte

### Influencias
The Weeknd cita a R. Kelly, Michael Jackson y Prince como sus principales fuentes de inspiración. A menudo dice que la música de Jackson y la letra de «Dirty Diana» fue la que le hizo querer ser cantante. También dijo que su estilo vocal de altas notas fue influenciado por cantantes habesha como Aster Aweke. Creció escuchando una variedad de géneros musicales que incluían el soul, quiet storm, hip hop, funk, indie rock, y post-punk. Dentro de sus otras influencias se incluye a David Bowie, Lana del Rey, The Smiths, Bad Brains, Talking Heads, DeBarge, 50 Cent, Wu-Tang Clan, y Eminem.
Las canciones de The Weeknd están construidas alrededor de una "empañada producción crepuscular", y cuentan con tempos lentos, con bajos retumbantes y ecos tristes. The Weeknd canta en un falsete registrado, exhibiendo un tono atractivo. J. Considine encuentra una "calidad trémula" en su canto similar al de Michael Jackson, pero escribe que evita una "fuerte base en el blues" de Jackson para un melisma más de influencia árabe. Su música incorpora muestras que son poco convencionales en las producciones de R&B, incluyendo punk y rock alternativo. En concierto, The Weeknd reapropia sus producciones digitalizadas con una suite similar al de las arenas de rock .

### Imagen
Sus emocionales y lastimadoras letras a menudo expresan sentimientos de dolor y lidiar con el tema de sexo, las drogas, y la fiesta. Hermione Hoby de The Guardian caracteriza las canciones de The Weeknd como "atascos lentos de narcóticos", su mensaje como "la fiesta es una experiencia existencial, el sexo está lleno de alienación, y todo lo que se registra como irreal e inquietante". Paul MacInnes de The Guardian interpreta la trilogía de mixtapes de The Weeknd como "una ruda trayectoria de fiesta, after-party y resaca". Anupa Mistry de Toronto Standard observa que a través de sus mixtapes un «elenco muy grande de mujeres zombi apedrean… aquellas piernas que se separan voluntariamente después de haber sido sometidas a sustancias y que se transforman en amenazas solo cuando se les baja y se sienten vulnerables>. The Weeknd vio que, al cantar vulgares e ignorantes letras en una manera elegante y atractiva, le está rindiendo homenaje a R. Kelly y en cierta medida a Prince.
Algunos periodistas han asociado a The Weeknd como una ampliación de la paleta musical de R&B por incorporar estilos indie y electrónicos; su trabajo se ha categorizado con la etiqueta de R&B Alternativo (a veces referido con humor como PBR&B). Mistry escribe que «será obsequiosamente elogiado como el futuro de la música R&B — porque [él] es un cantante negro, y no porque esté haciendo un R&B canalizado y cuantificable». Andy Kellman de AllMusic lo clasifica como un «acto alternativo de R&B». Antes de su acuerdo con la disquera principal, The Weeknd retuvo su identidad y mantuvo una persona enigmática y sombría mientras lanzaba sus mixtapes en línea.

### Reconocimiento
The Weeknd ha recibido elogios de muchos artistas musicales. El veterano artista Babyface que habló positivamente de The Weeknd declaró: "Me encanta The Weeknd, su forma en que está trabajando, está usando piezas de R&B con otras cosas que se sienten realmente bien". "Es prometedor en el sentido de que creo que hay otras incógnitas que vendrán hacia delante y lo volverá un músico. Creo que más que nada, lo que ha hecho es lo que los músicos forman en el proceso." Drake, Nick Jonas y Tove Lo lo han citado como su influencia musical.

## Premios y nominaciones
The Weeknd ha ganado 4 Premios Grammy, 20 Billboard Music Awards lo que lo convierte en el cuarto artista más premiado de estos premios, 6 American Music Awards, 9 Juno Awards, y ha sido nominado a 4 Latin Grammy ganando 2 incluyendo Álbum del Año por su trabajo con Rosalía en su álbum MotoMami y también ha sido nominado a un Óscar.

## Vida personal
Tesfaye comenzó a salir con Bella Hadid a principios de 2015; la pareja fue vista por primera vez juntos en abril en Coachella. Hadid protagonizó el video musical de «In the Night» en diciembre de 2015. También hicieron su aparición como pareja en la alfombra roja de los Premios Grammy de 2016. El 11 de noviembre de 2016, se informó que la pareja se había separado; argumentado que aunque los dos todavía estaban enamorados, sus horarios muchas veces no coincidían.
Su peinado —que fue parcialmente inspirado por Jean-Michel Basquiat— era, de lejos, su rasgo más reconocible. «No hay que hacer mucho para mantenerlo», dijo - solo un champú muy fuerte de vez en cuando. Mi cabello comenzó a crecer descontroladamente en 2011: «Quiero ser recordado como icónico y diferente,» dijo. «Así que pensé: 'Vete a la mierda, voy a dejar que mi cabello sea lo que quiera... Lo voy a cortar si empieza a interferir con mi vista, puedo ver ahora mismo, pero si lo corto, me parezco a todos los demás y eso es tan aburrido para mí». En 2016, se cortó el cabello, que fue ilustrado visualmente en el video musical del primer sencillo; la pista que daba el título a su tercer álbum, Starboy.
En los medios de comunicación social como Twitter, él sufijó su nombre con «xo». Según Hoby, se trata de un emoticono para «beso y abrazo», mientras que Zara de VH1, The Torch y GQ han dicho que es, en cambio, una referencia al uso recreativo de éxtasis y oxicodona.
Es un fan de la serie de la cadena HBO Juego de tronos. Tesfaye es amigo íntimo de su compatriota canadiense, el rapero Belly, que ha firmado con su sello discográfico XO, y de la cantante estadounidense Lana Del Rey.

## Filantropía
Al ser presentado el Premio Bikila a la Excelencia Profesional en 2014, decidió donar $ 50 000 dólares para una clase de Ge' ez (el idioma nativo de Etiopía) en la Universidad de Toronto. En 2015, colaboró con la fundación de Ryan Seacrest para visitar el Children's Hospital en Atlanta. En 2016 donó $250 000 dólares a Black Lives Matter.
En junio de 2017, Tesfaye donó $100 000 al Centro de Salud Suubi, un centro médico de maternidad y niños en Budondo, Uganda. Tesfaye se inspiró para apoyar al centro después de enterarse del trabajo de su amigo French Montana con Global Citizen y Mama Hope para ayudar a crear conciencia sobre Suubi y la gente de Uganda. En abril de 2020, Tesfaye relanzó la popular línea de mascarillas de tela no médicas de su sello discográfico XO en un esfuerzo por recaudar dinero para el Fondo de alivio de MusiCares, que es una campaña lanzada por los Grammys para ayudar a los músicos afectados por la pandemia COVID-19. Se anunció que el 100% de los ingresos de la venta de las máscaras se donarán al fondo de ayuda.
En agosto de 2016, Tesfaye donó $250 000 a Black Lives Matter. En mayo de 2020, en respuesta a la Muerte de George Floyd, y las continuas protestas en reacción y la violencia racial en los Estados Unidos, Tesfaye donó $500 000 a Black Lives Matter, Colin Kaepernick's Know Your Rights Camp y National Bail Out. También publicó en su cuenta oficial de Instagram para darlo a conocer.
El 7 de agosto de 2020, Tesfaye tuvo un concierto virtual en TikTok llamado "The Weeknd Experience" que anunció que recaudaría fondos para la Iniciativa Equal Justice. Cinco días después, se informó que atrajo a 2 millones de espectadores y recaudó más de $350 000 para la organización sin ánimo de lucro. En agosto de ese año, donó 300 000 dólares a la campaña Global Aid for Lebanon para ayudar a las víctimas de la explosión de Beirut.

## Otros proyectos
Durante el año 2018, The Weeknd realizó una participación en la película de Netflix Diamantes en Bruto, junto a un elenco encabezado por Adam Sandler, Lakeith Stanfield, Julia Fox, Kevin Garnett, Idina Menzel, Judd Hirsch y Eric Bogosian. La película dirigida por los hermanos Josh y Benny Safdie, se estrenó por esa plataforma el 13 de diciembre de 2019.

## Discografía

### Álbumes de estudio
- Kiss Land (2013)
- Beauty Behind The Madness (2015)
- Starboy (2016)
- After Hours (2020)
- Dawn FM (2022)
- Hurry Up Tomorrow (2025)

### Álbumes en vivo
- Live At Sofi Stadium (2023)

### Álbumes recopilatorios
- Trilogy (2012)
- The Weeknd In Japan (2018)
- The Highlights (2021)

### Extended plays
- My Dear Melancholy, (2018)

### Mixtapes
- House Of Balloons (2011)
- Thursday (2011)
- Echoes Of Silence (2011)

## Giras musicales
Como estrella principal
- The Weeknd International Tour (Spring 2012)[173]
- The Weeknd Fall Tour (2012)[174]
- The Weeknd Kiss Land Fall Tour (2013)[175]
- King of the Fall (2014)[176]
- The Madness Fall Tour (2015)[177]
- Starboy: Legend of the Fall Tour (2017)[178]
- The Weeknd Asia Tour (2018)
- After Hours til Dawn Stadium Tour (2022-2025)

Actos de apertura
- Ceremonials Tour (2012) (con Florence and the Machine)[179]
- The 20/20 Experience World Tour (2013) (con Justin Timberlake)[61]
- Would You Like a Tour? (2014) (con Drake)[180]
- Anti World Tour (2016) (con Rihanna)[181]

### Redes sociales
- The Weeknd en Facebook
- The Weeknd en Instagram
- The Weeknd en X (antes Twitter)
- The Weeknd en Spotify
- The Weeknd en YouTube.

- Datos: Q2121062
- Multimedia: The Weeknd / Q2121062